# Isaac Nuhu
Isaac Nuhu, né le 30 septembre 2001 au Ghana, est un footballeur ghanéen. Il joue au poste d'attaquant à la KAS Eupen.

## Biographie

### En club
Originaire du Ghana, Isaac Nuhu est formé à l'Aspire Academy (en) avant de rejoindre en janvier 2020 la Belgique et la KAS Eupen. Le jeune joueur de 18 ans signe un contrat de deux ans et demi.
Le 10 août 2020, il joue son premier match en professionnel lors d'une rencontre de championnat face à Oud-Heverlee Louvain. Il est titularisé au poste d'ailier gauche et se fait remarquer en inscrivant également son premier but en professionnel. Les deux équipes se séparent sur un match nul ce jour-là (1-1),.
Le 27 septembre 2021, quelques jours avant le vingtième anniversaire de Nuhu, il prolonge son contrat avec la KAS Eupen de trois saisons supplémentaires. Il est alors lié au club jusqu'en juin 2025.
Le 28 août 2022, Nuhu donne la victoire à son équipe lors d'un match de championnat face au KVC Westerlo en étant le seul buteur de la partie. 